# Unreal Unearth
Unreal Unearth è il terzo album in studio del cantante irlandese Hozier, pubblicato il 18 agosto 2023.

## Tracce
1. De Selby (Part 1) – 3:39
2. De Selby (Part 2) – 3:47
3. First Time – 3:53
4. Francesca – 4:30
5. I, Carrion (Icarian) – 3:16
6. Eat Your Young – 4:02
7. Damage Gets Done (with Brandi Carlile) – 4:28
8. Who We Are – 4:05
9. Son of Nyx – 3:19
10. All Things End – 3:33
11. To Someone from a Warm Climate (Uiscefhuaraithe) – 4:00
12. Butchered Tongue – 2:29
13. Anything But – 3:45
14. Abstract (Psychopomp) – 4:04
15. Unknown / Nth – 4:40
16. First Light – 4:52

## Classifiche
| Classifica (2024) | Posizione massima |
| ----------------- | ----------------- |
| Australia         | 13                |
| Austria           | 7                 |
| Belgio (Fiandre)  | 7                 |
| Belgio (Vallonia) | 17                |
| Canada            | 7                 |
| Danimarca         | 2                 |
| Finlandia         | 31                |
| Francia           | 172               |
| Germania          | 4                 |
| Irlanda           | 1                 |
| Norvegia          | 26                |
| Nuova Zelanda     | 2                 |
| Paesi Bassi       | 2                 |
| Regno Unito       | 1                 |
| Spagna            | 49                |
| Stati Uniti       | 3                 |
| Svezia            | 45                |
| Svizzera          | 5                 |